# Ibson
Ibson Barreto da Silva, mer känd som endast Ibson, född 7 november 1983 i São Gonçalo, är en brasiliansk fotbollsspelare (mittfältare) som spelar för Minnesota United.